# Regroupement des centres d'amitié autochtones du Québec
Pour les articles homonymes, voir RCAAQ.
Le Regroupement des centres d’amitié autochtones du Québec (RCAAQ) est formé d’un réseau de Centres d’amitié autochtones présents dans 13 villes du Québec. Les Centres d’amitié visent notamment à améliorer la qualité de vie des Autochtones vivant ou étant de passage en milieu urbain, en plus de promouvoir la culture et favoriser le rapprochement entre les peuples. Carrefours de services urbains, ils offrent une gamme de services intégrés dans divers secteurs tels que la santé, les services sociaux, la justice, l’inclusion sociale, l’éducation, l’employabilité, la petite enfance, la jeunesse, etc.
Le RCAAQ favorise la mise en place de programmes et de services culturellement adaptés en mettant en œuvre des stratégies innovantes et proactives pour répondre aux besoins des Autochtones dans les villes. Il est l’interlocuteur privilégié pour les différents paliers de gouvernement sur les questions relatives à l’autochtone urbaine – il soutient ainsi le développement de politiques publiques pertinentes pour les populations autochtones dans les villes. Le RCAAQ mise d’ailleurs sur l’harmonie entre les peuples en valorisant les cultures autochtones et préconise une approche axée sur la cocréation et la co-construction avec différents acteurs.
Organisation démocratique et non partisane, le RCAAQ offre une structure de coordination et un espace de concertation aux Centres d’amitié autochtones de la province qui partagent une mission commune, mais qui œuvrent dans des environnements et dans des contextes différents.
Le RCAAQ est membre de l’Association nationale des centres d’amitié (ANCA), qui représente un nombre croissant de Centres d’amitié qui naissent à l’échelle nationale au Canada. L’ANCA représente plus de 100 Centres d’amitié et associations provinciales/territoriales (APT) partout au pays.
La mission du RCAAQ est d’agir pour la reconnaissance des droits et intérêts collectifs des Peuples autochtones dans les villes et soutenir ses membres.
Il a comme vision d’accroître sa position d’acteur de changement qui, par ses expertises et ses approches novatrices, contribue significativement au déploiement de services culturellement pertinents et à l’autodétermination des Autochtones en milieu urbain.

## Historique
Le Mouvement des Centres d’amitié autochtones est établi au Québec depuis plus de 50 ans. À la suite de l’ouverture d'un premier Centre d’amitié en 1969, plusieurs Centres d’amitié ont vu le jour au cours des années 1970 au sein de villes qui étaient déjà des carrefours de rencontre pour les citoyens autochtones.
En 1976, le Regroupement des centres d’amitié autochtones du Québec a été fondé par et pour les Autochtones urbains qui désiraient se doter d’une structure provinciale de concertation, de coordination et de représentation.
Une seconde partie des Centres d’amitié a ensuite connu un essor déterminant depuis les années 2000, au fur et à mesure que la population autochtone urbaine grandissait et se diversifiait et que les besoins augmentaient. Ces différentes mobilisations locales ont démontré le besoin d’avoir un lieu d’appartenance et d’expression pour les cultures autochtones ainsi que l’accès à des services culturellement pertinents et sécurisants.

## Mouvement des Centres d'amitié autochtones du Québec
Le Mouvement est composé du Regroupement des centres d’amitié autochtones du Québec, des Centres d’amitié autochtones et de la Société immobilière du Regroupement des centres d’amitié autochtones du Québec. Il forme la plus vaste structure de services destinés aux Autochtones dans les villes. Ses principales orientations s’inscrivent dans un projet global de transformation sociale par et pour les Autochtones en milieu urbain. 

## Centres d'amitié affiliés
Dix centres d’amitié autochtones et trois points de service communautaires sont réunis sous la bannière du Regroupement des centres d’amitié autochtones du Québec et desservent les Autochtones qui habitent ou transitent dans les villes de Baie-Comeau, Chibougamau, Gatineau, Joliette, La Tuque, Maniwaki, Montréal, Québec, Saint-Michel-des-Saints, Senneterre, Sept-Îles, Shawinigan, Trois-Rivières et Val-d’Or.
Centres d’amitié
- Chibougamau: Centre d’amitié Eenou de Chibougamau (CAEC)
- Joliette: Centre d’amitié autochtone de Lanaudière (CAAL)
- La Tuque: Centre d’amitié autochtone Capetciwotakanik (CAAC)
- Maniwaki: Centre d’amitié autochtone de Maniwaki (CAAM)
- Montréal: Montréal Autochtone (MA)
- Québec: Centre multi-services MAMUK
- Senneterre: Centre d’entraide et d’amitié autochtone de Senneterre (CEAAS)
- Sept-Îles: Centre d’amitié autochtone de Sept-Îles (CAASI)
- Trois-Rivières: Centre d’amitié autochtone de Trois-Rivières (CAATR)
- Val-d’Or: Centre d’amitié autochtone de Val-d’Or (CAAVD)

Points de service
- Gatineau: Point de service du Centre d’amitié autochtone de Maniwaki
- Saint-Michel-des-Saints: Point de service du Centre d’amitié autochtone de Lanaudière
- Shawinigan: Point de service du Centre d’amitié autochtone de Trois-Rivières

## Société immobilière du Regroupement des centres d'amitié autochtones du Québec
En 2019, le Regroupement des centres d’amitié autochtones du Québec (RCAAQ) a constitué, selon la Loi sur les compagnies, la Société immobilière du Regroupement des centres d’amitié autochtones du Québec (SIRCAAQ). La SIRCAAQ a pour mission de développer et soutenir des projets d’habitation à vocation sociale pour les populations autochtones dans les villes du Québec afin de contribuer à leur mieux-être. La SIRCAAQ opère actuellement deux milieux de vie étudiants localisés à Sept-Îles (Nutshimit) et à Trois-Rivières (Waska Witcihitowin) et développe deux autres milieux de vie, l’un à Québec et l’autre à Chibougamau. D’autres projets, notamment en soutien aux Centres d’amitié, sont également en cours de réalisation.

## Observatoire des réalités autochtones urbaines
En 2022, le RCAAQ a créé son Observatoire des réalités autochtones urbaines qui a pour mission de rassembler, comprendre et partager les connaissances en lien avec les questions de l’autochtonie urbaine tout en plaçant au cœur de son action les savoirs et expertises des Premières Nations et des Inuit au bénéfice de l’ensemble de la société. Un vaste chantier de consultation a notamment permis d’identifier quatre domaines de recherche principaux pour l’Observatoire:
- La culture et l’identité
- Le logement et avoir un chez-soi
- La santé et le mieux-être collectif
- La gouvernance